# Leslie Dilley
Ivor Leslie Dilley, auch Les Dilley (* 11. Januar 1941 in Rhondda, Wales; † 20. Mai 2025), war ein britischer Filmarchitekt beim amerikanischen Film.

## Leben und Wirken
Der aus Süd-Wales stammende Ivor Leslie „Les“ Dilley gilt in der Filmbranche als Wunderkind. Mit 13 Jahren begann er Architektur am Willesden Technical College zu studieren und erhielt zwei Jahre darauf einen Fünf-Jahres-Vertrag als Lehrling bei den Associated British Studios in London. Er arbeitete zunächst als Stuckateur, später als Zeichner. In dieser Funktion war Dilley in den 1960er Jahren auch an der populären Fernsehserie Simon Templar beteiligt.
1973 und im Jahr darauf realisierte Dilley seine ersten wichtigen Arbeiten für das Kino, als er für die beiden schwungvollen Dumas-Verfilmungen Richard Lesters, Die drei Musketiere und Die vier Musketiere – Die Rache der Mylady, die Bauten entwarf. 1976 holte ihn sein Landsmann Norman Reynolds, mit dem gemeinsam er bereits an Simon Templar gearbeitet hatte, nach Los Angeles, um mit ihm die Dekors zu George Lucas’ Science-Fiction-Filmklassiker Krieg der Sterne zu schaffen. Diese Produktion wurde ein Welterfolg, brachte beiden Briten und dem ebenfalls daran beteiligten Kollegen Jonathan Barry je einen Oscar ein und etablierte Dilley in Hollywood. An Reynolds Seite gestaltete Les Dilley auch in den Folgejahren die Bauten zu aufwändigen Großproduktionen: Superman, Das Imperium schlägt zurück und Jäger des verlorenen Schatzes, für den er seinen zweiten Oscar in Empfang nehmen konnte.
Darüber hinaus setzte Dilley 1978 die Weltraumentwürfe Michael Seymours in Ridley Scotts Alien – Das unheimliche Wesen aus einer fremden Welt um. Von seinen späteren Designs verdienen die Bauten zu Scotts Fantasy-Märchen Legende und zu James Camerons Unterwasser-Abenteuer Abyss – Abgrund des Todes Beachtung.
Leslie Dilley starb im Mai 2025 im Alter von 84 Jahren.

## Filmografie
- 1973: Die drei Musketiere (The Three Musketeers)
- 1974: Die vier Musketiere – Die Rache der Mylady (The Four Musketeers)
- 1977: Krieg der Sterne (Star Wars)
- 1977: Drei Fremdenlegionäre (The Last Remake of Beau Geste)
- 1978: Superman
- 1979: Alien – Das unheimliche Wesen aus einer fremden Welt (Alien)
- 1980: Das Imperium schlägt zurück (The Empire Strikes Back)
- 1981: Jäger des verlorenen Schatzes (Raiders of the Lost Ark)
- 1981: American Werewolf (An American Werewolf in London)
- 1983: Eureka
- 1983: Sag niemals nie (Never Say Never Again)
- 1985: Legende (Legend)
- 1985: Die Weißkittel … dümmer als der Arzt erlaubt (Bad Medicine)
- 1986: Invasion vom Mars (Invaders from Mars)
- 1987: Quatermain II – Auf der Suche nach der geheimnisvollen Stadt (Allan Quatermain and the Lost City of Gold)
- 1988: Stars and Bars – der ganz normale amerikanische Wahnsinn (Stars and Bars)
- 1989: Abyss – Abgrund des Todes (The Abyss)
- 1990: Der Exorzist III (The Exorcist III)
- 1991: Schuldig bei Verdacht (Guilty by Suspicion)
- 1991: Was ist mit Bob? (What About Bob?)
- 1992: Liebling, jetzt haben wir ein Riesenbaby (Honey, I Blew Up the Kid)
- 1992: Ein ehrenwerter Gentleman (The Distinguished Gentleman)
- 1994: Immer Ärger um Dojo (Monkey Trouble)
- 1995: Casper
- 1995: Ein amerikanischer Quilt (How to Make an American Quilt)
- 1996: Diabolisch (Diabolique)
- 1997: Projekt: Peacemaker (The Peacemaker) (auch Gastrolle)
- 1998: Deep Impact (auch Gastrolle)
- 1999: Inspektor Gadget
- 2000: Men of Honor
- 2000: Das Glücksprinzip (Pay It Forward) (auch Gastrolle)
- 2001: Ritter Jamal – Eine schwarze Komödie (Black Knight) (auch Gastrolle)
- 2003: Cold Creek Manor – Das Haus am Fluss (Cold Creek Manor) (auch Gastrolle)
- 2005: Die Maske 2: Die nächste Generation (Son of the Mask)
- 2006: Little Man
- 2010: The Quinn-tuplets (TV-Film)
- 2012: Drew Peterson: Untouchable (TV-Film)
- 2015–2017: Teacup Travels (TV-Serie, 45 Folgen)